# Personaggi de I racconti di Arcadia
I racconti di Arcadia è una trilogia di serie televisive science fantasy americane animate al computer create per Netflix da Guillermo del Toro e prodotte da DreamWorks Animation e Double Dare You. Segue gli abitanti della piccola città suburbana di Arcadia Oaks, che ospita segretamente varie creature soprannaturali e gli eroi adolescenti che combattono contro le forze del male che si nascondono nell'ombra. 
Di seguito è riportato un elenco di personaggi che sono apparsi nello spettacolo.

## Personaggi principali

### James "Jim" Lake Jr. / Cacciatore di troll
Doppiato in originale da Anton Yelchin (2016-2018) ed Emile Hirsch (2018-oggi) e in italiano da Flavio Aquilone 
Il primo Cacciatore di troll umano e eroe riluttante ad occuparsi delle mansioni da Cacciatore di Troll e a condurre una doppia vita. figlio di Barbara Lake, migliore amico di Toby Domzaski e fidanzato di Claire Nunez (ma dopo aver distrutto la Cronosfera, Claire non lo conosce affatto). Ha talento nel cucinare e in seguito impara a combattere con la spada di luce, arma simile a una zanbato, si prende cura profondamente di sua madre e dei suoi amici. Alla fine della terza stagione si immerge nella pozione di Merlino e diventa metà troll e metà umano. Diventa un troll completo in I Maghi, dall'Ordine Occulto e dal Cavaliere Verde. Tuttavia, viene riportato alla sua forma umana da Claire e diventa il nuovo possessore di Excalibur in L'ascesa dei titani. Tuttavia, dopo l'eroica morte di Toby, Jim usa la pietra del tempo per tornare indietro nel tempo al mattino in cui ha trovato l'amuleto e permette a Toby di assumere il ruolo di cacciatore di troll. Jim ha ucciso molti grandi nemici che includono in particolare Bular il Macellaio, Gunmar il Frantumateschi e Bellroc.

### Tobias "Toby" Domzalski
Doppiato in originale da Charlie Saxton e in italiano da Gabriele Patriarca 
Il migliore amico e confidente di Jim. Figlio di Ralph Domzalski e della signora Domzalski (entrambi deceduti), nipote di Nancy Domzalski. Fidanzato di Darci Scott, padre di Sir Isaac Gluten. Dolce ed eccitabile, abbraccia pienamente il mondo segreto dei troll e aiuta Jim nelle sue ricerche. Anche lui otterrà un'arma, un gigantesco martello da guerra incantato. In Trollhunters - L'ascesa dei Titani, tuttavia, muore per salvare il suo migliore amico, e Jim fa una scelta rischiosa di tornare indietro nel tempo al primo episodio di Trollhunters, ma questa volta Toby è il Cacciatore di troll.

### Claire Nuñez
Doppiata in originale da Lexi Medrano e in italiano da Rossa Caputo 
Prima interesse amoroso non corrisposto, poi ragazza di Jim. È grintosa, gentile, allegra, sarcastica, curiosa e intelligente, ama i libri ed è un'artista e ginnasta di talento. Inizialmente è all'oscuro della doppia vita di Jim, in seguito questi sarà costretto a rivelarle la verità e entrerà a far parte dei Cacciatori di Troll. Da Angor Rot ruba il bastone dell'ombra, un bastone in grado di controllare l'oscurità e creare portali attivati dalle emozioni del possessore. Grazie ai suoi studi, acquista anche dei poteri magici, diventando una maga.

### Blinkous "Blinky" Galadrigal
Doppiato in originale da Kelsey Grammer e in italiano da Massimo Rossi 
Un troll a sei occhi mentore di Jim. È saggio e studioso, con un cuore d'oro, è il cervello dei Cacciatori di troll e alla fine diventa una sorta di figura paterna per Jim. Anche se prende spesso parte all'azione, combatte molto raramente essendo uno storico e non un guerriero.

### Aarghaumont "AAARRRGGHH!!!"
Doppiato in originale da Fred Tatasciore e in italiano da Paolo Marchese e Roberto Draghetti 
Un troll corpulento, dalla immensa forza fisica e stretto compagno di Blinky che forma un profondo legame con Toby. È stato consegnato ai Gumm-Gumm da piccolo dalla propria regina, divenendo un feroce assassino. Tormentato dalle atrocità commesse, abbandonò Gunmar per vivere una vita di pace. Tuttavia, continuerà a combattere per proteggere coloro a cui tiene.

### Aja Tarron
Doppiata in originale da Tatiana Maslany e in italiano da Emanuela Ionica 
Principessa e futura regina di Akiridion-5, fugge sulla terra assieme al fratello e Varvatos Vex. Per integrarsi ad Arcadia Oaks assume la forma di una giovane ragazza bionda. Ha lo spirito di una vera guerriera, sia per il suo coraggio che per la sua abilità nel combattimento. Del gruppo è anche quella che riesce ad adattarsi di più alla vita sulla terra. Si fidanza con Steve.

### Krel Tarron
Doppiato in originale da Diego Luna e in italiano da Alex Polidori 
Principe e futuro re di Akiridion-5, giunto sulla terra con Aja e Vex. Per mimetizzarsi sulla terra prende la forma di un ragazzo latino. È un genio della scienza akiridiana, presuntuoso, ma piuttosto impacciato, anche se sa combattere, all'occorrenza. Inizialmente detesta il pianeta Terra, ritenendolo sporco e primitivo, ma imparerà ad adattarsi.

### Varvatos Vex
Doppiato in originale da Nick Offerman e in italiano da Ambrogio Colombo 
Comandante dell'esercito di Akiridion-5 e guardia del corpo di Aja e Krel, nonché fedele servitore della famiglia reale. Varvatos è un guerriero spietato e violento, con un grande senso dell'onore e della disciplina (spesso tende a commentare diverse situazioni esclamando a gran voce: "Glorioso!"), tuttavia si dimostra spesso impulsivo e arrogante. Per confondersi con gli abitanti di Arcadia Oaks, diventa un vecchietto, forma che lui detesta. Il suo pianeta è stato distrutto (e la sua famiglia uccisa) dalla Confraternita Zenon, assunta dal generale Morando in quel periodo. Varvatos è stato indotto da Morando a tradire il casato dei Tarron con la falsa promessa di vendicare la sua famiglia (e assicurarsi che nessuno fosse ferito durante la sua invasione). Quando i Tarron erano quasi morti, Varvatos si sentiva in colpa per aver permesso che ciò accadesse. Pertanto, ha giurato a se stesso di proteggere Aja e Krel mentre tentava di riscattarsi. Durante il suo tempo sulla Terra, si appassiona alla vita e si innamora della nonna di Toby, Nancy.

### Hisirdoux 'Douxie' Casperan
Doppiato in originale da Colin O'Donoghue e in italiano da Dimitri Winter 
L'apprendista di Merlino, per più di 900 anni ha eseguito gli ordini del suo maestro, proteggendo segretamente il mondo da diverse minacce magiche. Ha l'aspetto di un normale adolescente, nonostante la sua veneranda età. Spesso è esasperato dal carattere del suo maestro, ma gli è affezionato come ad un padre.

### Archie
Doppiato in originale da Alfred Molina e in italiano Stefano Benassi 
Il famiglio di Douxie. Ha l'aspetto di un gatto nero ma in realtà è un drago con la capacità di mutare forma. Ha accompagnato il suo padrone per secoli, aiutandolo nel compito di protettore del mondo umano e magico. Spesso può sembrare sarcastico e critico, nei confronti di Douxie ma in realtà tiene molto a lui e lo considera come uno di famiglia. È il figlio di Carlo Magno il Divoratore. In Trollhunters - L'ascesa dei Titani, è rimasto con suo padre a Hong Kong per governare un regno.

### Merlino
Doppiato in originale da David Bradley e in italiano da Carlo Valli 
Il potente mago che ha dato inizio alla stirpe dei cacciatori di troll, creando l'amuleto, sacrificò la sua magia per sconfiggere quella che un tempo era la sua allieva: Morgana, per poi cadere in un sonno profondo. Mago di corte di Re Artù e mentore di Douxie, che ha salvato Douxie quando era solo un giovane mago imbroglione nelle strade di Camelot e lo ha preso come suo apprendista, divenendo per lui una figura paterna. Ha un atteggiamento severo, borioso, sarcastico e scostante, sembra determinato a fare qualsiasi cosa pur di raggiungere i propri obbiettivi. Viene ucciso dal Cavaliere Verde in I Maghi.

## Personaggi secondari

### Steve Palchuk
Doppiato in originale da Steven Yeun e in italiano da Luca Mannocci 
Un ribelle narcisista che molesta spesso Jim. Sospettoso del comportamento insolito di Jim, alla fine scopre la verità sull'esistenza dei troll e si allea con Eli Pepperjack per formare gli "Ammazzamostri" per aiutare Jim, rabbonendosi. Sviluppa sentimenti per Aja durante gli eventi di 3 in mezzo a noi, anche dopo aver appreso che è un'aliena. Fidanzato (può essere considerato marito) di Aja Tarron, padre di Maja, Baja, Tara, Faja, Waja, Daja ed Eli Jr..

### Elijah "Eli" Leslie Pepperjack
Doppiato in originale da Cole Sand e in italiano da Luca Mannocci 
Un nerd compagno di classe di Jim che crede nel paranormale. Nella Parte 2, si unisce a Steve Palchuk per indagare sulle strane creature che entrambi hanno visto e per aiutare Jim. Porta degli occhialoni legati con un po' di scotch. Il suo aspetto fisico è basato sul padre di Jim, come viene rappresentato da bambino nel libro originale.

### Barbara Lake
Doppiata in originale da Amy Landecker e in italiano da Giuppy Izzo 
È la madre protettiva e oberata di lavoro di Jim. Suo marito ha lasciato la famiglia quando Jim aveva cinque anni. Il suo lavoro da medico la fa stare spesso fuori casa, il che consente a Jim di perseguire i suoi doveri di Cacciatore di Troll.

### Draal
Doppiato in originale da Matthew Waterson e in italiano da Francesco De Francesco 
Detto l'Implacabile. È il figlio di Kanjgaar, addestratosi tutta la vita per guadagnare il diritto di possedere l’amuleto e succedere al padre come Cacciatore di troll. Dopo aver scoperto che l’incarico è passato a Jim, un umano, in preda a rabbia e invidia tratterà il ragazzo con arroganza e presunzione. In seguito lo sfiderà a duello con l’intento di ucciderlo, ma Jim vincerà lo scontro, scegliendo di risparmiare Draal. Quest’ultimo, colpito dalla bontà del ragazzo, ne diverrà amico, giurando di proteggerlo e sorvegliare la casa. Durante una battaglia nel museo, Draal sacrifica il suo braccio inferiore destro mentre rimuove l'amuleto di Jim dal Ponte di Killahead per chiudere il portale, e in seguito ottiene una protesi meccanica. Draal spiega che suo padre si è tenuto a distanza da lui mentre cresceva e aveva sperato di diventare il prossimo Cacciatore di Troll per poter guadagnare l'approvazione di suo padre. Viene ucciso da Angor Rot mentre recupera il Bastone di Avalon.

### Vendel
Doppiato in originale da Victor Raider-Wexler e in italiano da Stefano De Sando 
Anziano del Mercato dei Troll di Heartstone. Troll anziano e avvizzito, Vendel è inizialmente sospettoso nei confronti di Jim e spesso è molto pessimista nei suoi confronti, ma mostra un lato più morbido e col tempo imparerà a fidarsi di Jim e dei suoi amici. Viene ucciso da Usurna dopo che lei ha rivelato di lavorare per Gunmar, ma non prima di aver registrato l'atto per avvertire i Cacciatori di Troll.

### Walter Strickler
Doppiato in originale da Jonathan Hyde e in italiano da Mario Cordova 
È il professore di Jim ed un amico della madre. Ha preso inizialmente a cuore la situazione familiare del ragazzo e lo aiuta e lo tratta più di un semplice studente, tanto che lo chiama scherzosamente "Giovane Atlante". Si scoprirà successivamente essere un mutante, ovvero uno di quei troll creati da Morgana che passano da troll a umani in modo che possano camminare alla luce del sole (i troll normali non possono perché si pietrificherebbero). Disprezzati dagli altri troll, che li chiamano "impuri", fra lui e Bular non vi era alcun rispetto. Inizialmente Jim non sospetta niente, ma poi quando scopre la verità lo affronta, intimandogli di stare lontano da sua madre. Non ama combattere, ma quando lo fa usa principalmente pugnali a forma di piuma che sono sul suo mantello (in realtà un gigantesco paio di ali da pipistrello che gli permettono di volare). Le sue intenzioni variano durante la serie e, se all'inizio voleva riportare il suo signore Gunmar il Nero sulla Terra, successivamente decide di usare i suoi poteri e le sue risorse per pura vendetta e sete di dominio, infine si alleerà definitivamente con Jim e i suoi compagni, spinto dall'amore per Barbara Lake. Fa parte dell'Ordine di Giano, composto da mutanti in tutto il mondo, e ne ha assunto il controllo. Nel corso del tempo, ha riconquistato la fiducia di tutti gli altri, in particolare Jim, Barbara e Blinky. Successivamente si sacrifica nel tentativo di fermare il Titano di ghiaccio durante gli eventi di Trollhunters - L'ascesa dei Titani.

### Nomura
Doppiata in originale da Lauren Tom e in italiano da Monica Ward 
Curatrice del museo di Arcadia, è in realtà una mutante al servizio di Bular. Il museo che gestisce è anche il quartier generale di Bular e dei mutanti nella città, oltre ad usare il suo lavoro per procurarsi artefatti magici che potrebbero aiutare la sua fazione. Nella sua forma troll ha l'aspetto di una creatura caprina, dalla sorprendente agilità e combatte con due spade roventi simili a dei Khopesh. In una gag che ricorre in alcuni episodi viene usata dai protagonisti per uccidere il capo dei goblin, in modo da attirare la loro ira su di lei. Alla fine della prima parte della prima stagione viene risucchiata nelle terre oscure. Ricompare nella seconda stagione come prigioniera dei Gumm-Gumm per aver fallito il suo compito e si alleerà con Jim, dopo aver fatto amicizia con lui. Nomura aiuta il gruppo di Jim prima di essere uccisa durante l'incidente dei Titani.

### Non-Enrique
Doppiato in originale da Jimmie Wood e in italiano da Alberto Angrisano 
Un mutante che è stato sostituito con il fratellino di Claire, Enrique. Inizialmente è dalla parte di Strickler e si dimostra fastidioso e egoista, ma con il proseguire della serie, diviene sempre meno malizioso e spesso aiuterà i Cacciatori di Troll (di solito dopo essere stato corrotto). Forma un forte legame fraterno con Claire. Alla fine di Trollhunters, parte verso nuove avventure dopo aver consegnato l'Hayston con dentro i bambini rapiti dai Goblin a Barbara.

### Nave Madre
Doppiata in originale da Glenn Close e in italiano da Laura Lenghi 
L'astronave con cui Aja, Krel e Vex giungono sulla terra, guidata da un'intelligenza artificiale seria e competente, ma anche sarcastica e diretta. Si sacrifica per salvare i nuclei vitali del re e della regina.

### Luug
Doppiato in originale da Frank Welker 
L'animale domestico di Aja e Krel, è una creatura simile ad un cane dalle fattezze aliene. Madre lo mimetizza dandogli la forma di un cane terrestre.

### Stuart
Doppiato in originale da Nick Frost e in italiano da Luigi Ferraro 
Alieno proveniente dal pianeta Durio, giunto sulla terra a causa di un incidente 30 anni prima degli eventi narrati. Dopo essersi creato una forma umana, è riuscito ad adattarsi alla cultura terrestre, facendo i più svariati lavori. È un tipo gentile, un po' imbranato e piuttosto espansivo, è anche un grande ammiratore della famiglia Tarron.

### Zadra
Doppiata in originale da Hayley Atwell e in italiano da Myriam Catania 
Tenente dell'esercito di Akiridion-5, fedele alla famiglia reale e successivamente il leader della Resistenza contro il regime di Morando. Inizialmente finge di appoggiare Morando, lavorando in realtà con la resistenza per rintracciare e proteggere Aja e Krel. Dopo essere arrivata sulla Terra alla fine della seconda stagione, aiuta Varvatos Vex a proteggere i reali e rivela il suo tradimento. 

### Luce della Foresta Eterna
Doppiata in originale da Angel Li 
Maga e semidea immortale, sorella di Bellroc e Skrael ed ex membro dell'Ordine Occulto. Un tempo il suo compito e degli altri membri dell'Ordine era quello di preservare l'equilibro tra il mondo magico e il mondo umano. Nel tempo, tuttavia, ella considerò le loro azioni troppo distruttive, nonché di dolore, sia per gli umani che per le creature magiche. Decise così di rinnegare i suoi fratelli, trovando rifugio a Camelot. Dopo la morte di Merlino, diventa la protetta di Douxie, sviluppando con lui un forte legame d'amicizia. Come ex membro dell'Ordine Occulto, Luce è uno degli esseri magici più antichi e potenti che esistano: oltre a saper usare la magia, possiede poteri legati alla terra, alla natura e alla vita stessa. Muore insieme al suo Titano, sacrificandosi per sconfiggere Skrael e il suo Titano di ghiaccio.

## Antagonisti

### Bular
Doppiato in originale da Ron Perlman (Trollhunters) e Darin De Paul (I Maghi) e in italiano da Massimo Corvo 
L'antagonista della prima stagione di Trollhunters , Bular è il figlio di Gunmar. Un guerriero troll brutale e potente, è ossessionato dall'idea di liberare suo padre dalle Terre Oscure. Ha un disprezzo speciale per i Mutanti, che considera "impuri", mettendolo in contrasto con Strickler e altri Mutanti che cercano di liberare Gunmar insieme a un piccolo esercito formato principalmente da goblin ma anche da tre stalking. È un guerriero feroce e impavido, ma impulsivo e poco propenso alla strategia, che preferisce risolvere le cose con la forza. Viene ucciso da Jim nella prima parte di Trollhunters. 

### Gunmar il Nero
Doppiato in originale da Clancy Brown e in italiano da Roberto Draghetti 
Noto anche come il Frantumateschi, è il leader dal pugno di ferro dei Gumm-Gumm che ha afflitto l'Inghilterra prima di essere bandito nelle Terre Oscure dal primo Cacciatore di Troll. Millenni fa Troll e umani lottarono per il predominio sulla Terra e il primo Heartstone dei troll (la loro fonte vitale) marcì dall'interno, generando Gunmar, il quale fin da subito bramò il potere e uccise Orlagk, il capo dei troll oscuri che da allora obbediscono ai suoi ordini (nel corso di questo combattimento perse l'occhio sinistro). Durante la battaglia di Killahead, venne imprigionato da Deya la Liberatrice in un'altra dimensione con il suo esercito, da allora cerca in tutti i modi di fuggire. Pare non ci sia modo di batterlo, tuttavia, Blinky scopre che le tre pietre triumviche, che rappresentano parti della vita di Gunmar (la sua nascita, il suo primo omicidio e l'occhio che perse in battaglia) se combinante con l'amuleto di Merlino possono distruggerlo, e il loro recupero è al centro della seconda parte della prima serie. Nella seconda serie appare fisicamente: ha l'aspetto di un grosso demone con enormi corna, quasi totalmente privo di peli, guercio, e con simboli luminosi blu su tutto il corpo. Combatte con la Decimar, una spada incantata in grado di assorbire le anime. Viene ucciso da Jim dopo essere diventato un mezzo troll per combatterlo.

### Angor Rot
Doppiato in originale da Ike Amadi e in italiano da Stefano Mondini 
Un antico stregone/assassino troll che dà la caccia ai cacciatori di troll e prende le loro anime. In epoca medievale, dopo che la guerra di Gunmar distrusse il suo villaggio, Angor cercò il potere per proteggere il suo popolo. Ha viaggiato nel Mar Nero in Bulgaria e ha fatto un patto con Morgana, cedendo la propria anima in cambio dei suoi poteri mistici. Nella terza parte, Morgana fa rivivere Angor Rot, restituendo la sua anima per accompagnare Gunmar per ottenere il Bastone di Avalon. Nel finale della serie, Jim è riuscito a convincerlo a vedere l'errore dei suoi modi ricordandogli il suo passato e chi era. Successivamente aiuta Jim nella sua lotta con Morgana sul ponte, tenendola ferma mentre Jim impala sia lui che Morgana, sacrificandosi nel processo.

### Otto Scaarbach
Doppiato in originale da Tom Kenny e in italiano da Ralph Palka 
Mutante tedesco, secondo in comando nell'ordine di Giano, dopo la fuga di Striclker, ne diventa il leader. Si tratta di un raro mutante polimorfo, in grado di assumere qualsiasi forma desideri. A differenza di altri mutanti, Otto è completamente fedele a Gunmar e lo venera, aspirando a diventarne il braccio destro. Non appare nella terza stagione perché è morto nell'ultimo episodio della seconda.

### Usurna
Doppiata in originale da Anjelica Huston e in italiano da Rossella Izzo 
Regina dei troll Krubera e membro del tribunale dei troll, nonché parente di AAARRRGGHH!!!. Si presenta inizialmente come alleata dei protagonisti, sebbene disapprovi continuamente le azioni di Jim come cacciatore di troll e farà di tutto per contrastarlo. Alla fine della seconda stagione, si scoprirà essere sempre stata una seguace di Gunmar e di aver consegnato spontaneamente AAARRRGGHH!!! ai Gumm-Gumm perché ne facessero uno spietato guerriero. In qualità di membro del Tribunale dei troll, è severa e giudicante e guida il Tribunale ad agire contro Jim ei suoi amici. Successivamente si rivela una traditrice che lavora per Gunmar mentre uccide Vendel prima di aiutare Gunmar a prendere il controllo del Mercato dei Troll. Alla fine muore venendo spinta in una palude dalla sua stessa gente dopo aver ammesso di aver consegnato AAARRRGGHH!!! e altri Kubera ai Gum-Gum.

### Dictatious Galadrigal
Doppiato in originale da Mark Hamill e in italiano da Angelo Maggi 
Il fido consigliere nonché secondo di Gunmar. È il fratello di Blinky, tuttavia, quest'ultimo lo crede morto da molto tempo. Un tempo i due erano uniti, e insieme studiavano incantesimi e altre arti mistiche, la maggior parte dei libri conservati nella biblioteca di Blinky sono suoi. Scomparve durante la battaglia di Killahead e Blinky ne suppose la morte, in realtà Dictatious finì nelle Terre Oscure con Gunmar, al quale decise di giurare fedeltà, divenendo suo seguace. È intelligente quanto il fratello e pare che sappia lottare, ma ha un carattere molto calmo e sa essere ragionevole, tanto che riesce a placare la furia e l'impulsività del suo signore, il quale dà retta solo a lui. Viene accecato da Blinky durante una lotta nelle Terre Oscure, tentando di reclamare la sua posizione con Gunmar rivendicando un medium per Morgana. Ma una volta che Gunmar ha visto l'inganno, Dictatious è costretto a cercare rifugio con il gruppo di Jim.

### Fata Morgana
Doppiata in originale da Lena Headey e in italiano da Ilaria Latini 
Soprannominata Baba Yaga, La Pallida Signora, La Regina Eldritch e La Madre dei Mostri, è l'apprendista traditrice di Merlino e il vero antagonista finale di Trollhunters. Si tratta di un'antica e potente maga, tanto da essere considerata uno dei personaggi più potenti di tutta la saga de I Racconti di Arcadia. È colei che ha creato la razza dei mutanti e soggiogato Angor Rot; inoltre, ha predetto che Gunmar avrebbe fatto scendere la "Notte Eterna" sul mondo, per poter permettere a lei e ai Gumm-Gumm di conquistarlo. Merlino la imprigionò nell'ambra durante la battaglia di Killahead, sacrificando tutta la sua magia. All'inizio era una maga buona e gentile che si è incolpata per la guerra tra umani e troll quando Ginevra è morta e la xenofobia di Arthur nei confronti del soprannaturale è peggiorata. È successo quando Morgana è morta mentre era scioccata dal fatto che Arthur le avesse tagliato la mano sinistra in un momento di rabbia, resuscitata dall'Ordine Occulto per aiutare i Gum-Gum come loro collegamento. Ma Morgana soccombe all'odio quando Belloc ha ucciso Arthur di fronte a lei quando stavano per riconciliarsi, con il risultato che è stata sigillata da Merlino a costo della sua magia. Durante gli eventi di Trollhunters, Morgana dà al suo campione Angor Rot l'uso del suo bastone prima che finisca con Claire Nuñez, che lo usa per bandirla nel regno delle ombre. Una scoraggiata Morgana ritorna ne I Maghi quando l'Ordine Occulto la riporta indietro per volere di Arthur, che alla fine si rese conto che era irrecuperabile mentre si sacrificava per uccidere il Cavaliere Verde e se ne andava pacificamente con Merlino nell'aldilà.

### Val Morando
Doppiato in originale da Alon Aboutboul e in italiano da Francesco Prando 
Il dittatore che ha preso il controllo di Akiridion-5 e schiavizzato la popolazione, dà la caccia ad Aja, Krel e i nuclei vitali dei loro genitori. Crudele, spietato e dispotico, è determinato a trasformare il pianeta in una potenza intergalattica, pronta ad invadere pianeti in tutta la galassia. Dopo aver appreso che il nucleo di Gaylen si trova sulla Terra, Morando arriva personalmente sulla Terra per ottenerlo e diventare un essere simile a un dio. Ma finisce per essere distrutto da Aja e Krel.

### Fratellanza Zeron
Un trio di mercenari assoldati che fungono da antagonista della prima stagione di 3 in mezzo a noi, composto da Zeron Alpha, Zeron Beta e Zeron Omega simili ad animali. I tre furono anche responsabili dell'attacco che uccise la famiglia di Vex, Alpha in seguito rivelò di essere stato assunto da Morando come parte del suo piano per ottenere la conformità di Vex al suo colpo di stato. Ogni membro del Fratello Zeron viene ucciso, con Alpha l'ultimo membro mentre muore combattendo Vex.

### Tronos Madu
Doppiato in originale da Danny Treyo e in italiana da Saverio Indrio 
Cacciatore di taglie proveniente dal pianeta Voltar, il quale venne distrutto a seguito di una cruenta guerra che il casato dei Tarron avrebbe potuto fermare, a causa di questo tradimento, Madu cova un odio profondo nei confronti del casato reale di Akiridion. È in grado di immagazzinare e rilasciare elettricità, oltre a diventare della stessa consistenza del fulmine, questo lo rende capace di spostarsi tra le linee elettriche. Malgrado possa sembrare spietato e brutale, presenta alcuni lati accettabili della sua personalità, come il saper mettere da parte i suoi interessi personali e la sua brama di vendetta per il bene degl'altri. Alla fine ha perdonato Aja per l'inerzia dei suoi genitori mentre era tenuta prigioniera da Kubritz. Fu ucciso da Morando a causa del suo fallimento. 

### Colonnello Kubritz
Doppiata in originale da Uzo Aduba e in italiano da Ludovica Modugno 
L'ufficiale comandante corrotta della struttura top-secret chiamata: Area 49-B. La sua organizzazione si occupa di catturare e studiare forme di vita e tecnologie aliene. È ossessionata dall'idea che possa verificarsi un'invasione aliena. Aja la informa dell'errore dei suoi modi e Kubritz si sacrifica per indebolire il generale Morando.

### Bellroc, Custode della Fiamma
Doppiato in originale da Piotr Michael (maschile) e Kay Bess (femminile) e in italiano da Alessandro Budroni (maschile) e Roberta Pellini (femminile) 
 Mago e semidio immortale, fratello/sorella di Luce e Skrael e membro dell'Ordine Occulto. Nacque molti eoni fa, per mantenere l'equilibrio tra il mondo della magia e quello mortali per molte migliaia di anni. Quando i membri dell'Ordine rimasero disillusi a causa della violenza degli umani verso le creature magiche, iniziarono a elaborare diversi piani per distruggere l'umanità per sempre. È una creatura androgina, nella quale sembrano vivere due esseri distinti. Ciò si evince anche dalla sua voce mutevole che passa continuamente da maschile a femminile. Come membro dell'Ordine Occulto, Bellroc è uno degli esseri magici più antichi e potenti che esistano: oltre a saper usare la magia, possiede poteri legati al fuoco, al magma e al calore; è considerato il più potente dei membri dell'Ordine. Belloc in seguito decide di catturare il disertore del suo gruppo, Luce per risvegliare i Titani, il suo che si alza dal Mar Cinese Meridionale e si dirige verso Arcadia Oaks, dove è custodita l'ultima Heartstone primordiale. Ma Belloc incontra la sua fine quando Jim la accoltella con Excalibur mentre Toby nega la sua magia.

### Skrael del Vento del Nord
Doppiato in originale da Piotr Michael e in italiano da Franco Mannella 
Mago e semidio immortale, fratello di Bellroc e Luce e membro dell'Ordine Occulto. Assieme ai suoi fratelli, si prefissò l'obiettivo di mantenere l'equilibrio tra il regno della magia e quello dei mortali. Tuttavia, Skrael rimase amareggiato quando l'umanità iniziò a combattere la magia e a mettere a dura prova l'equilibrio del mondo decidendo così di porvi, rimedio attraverso le azioni crudeli dell'Ordine. È un membro sadico dell'Ordine Arcano e complice di Belloc nel loro piano per rifare il mondo con il potere dei Titani. Come membro dell'Ordine Occulto, Skrael è uno degli esseri magici più antichi e potenti che esistano: oltre a saper usare la magia, possiede poteri legati al vento, al ghiaccio, alla neve e al freddo. Muore insieme al suo Titano di ghiaccio, dopo uno scontro con Luce e il Titano di terra, in cui i due maghi si uccidono a vicenda.

### Re Artù Pendragon/il Cavaliere Verde
Doppiato in originale da James Faulkner e in italiano da Francesco Prando 
Il leggendario Re Artù, ormai lontano dal nobile guerriero che era un tempo. Dopo aver perso la sua amata regina Ginevra, a causa dell'attacco di pericolose creature magiche, è divenuto sempre più paranoico e diffidente nei confronti del mondo magico, dichiarando guerra ai troll e a qualunque altra creatura nata dalla magia, causando una rottura permanente con sua sorella. La spaccatura tra lui e Morgana per il fatto che quest'ultima fosse una maga e provasse anche sentimenti per Ginevra, provocando un violento confronto che si è concluso con Arthur che ha ucciso involontariamente sua sorella. Dopo che Morgana è stata riportata indietro, Arthur tenta di fare pace con sua sorella dopo aver realizzato il suo errore prima che Belloc lo uccidesse. Ma Belloc e Skrael lo resuscitano come loro campione, il Cavaliere Verde, infettando Jim con un incantesimo per controllarlo in modo che possano riportare in vita Morgana. Nella sua forma resuscitata, Artù è immune alla magia e può sparare frammenti d'onice dalla sua spada corrotta, grazie ai quali può infettare e controllare chiunque ne venga colpito. Nonostante le supposizioni di Morgana, Arthur rivela di essere un volontario aiutante di Belloc poiché ritiene che le sue azioni giustifichino la determinazione dell'Ordine Occulto. Successivamente viene schiacciato sotto i resti di Camelot quando Morgana si sacrifica per fermare suo fratello.

## Personaggi terzari

### Kanjigar
Doppiato in originale da Tom Hiddleston e James Purefoy e in italiano da Fabrizio Pucci 
Detto anche: "Il Coraggioso", è il cacciatore che ha preceduto Jim, nonché padre di Draal che ha dovuto allontanare per dedicarsi alla sua vita di cacciatore di troll. Dopo essere stato ucciso da Bular, ricomparirà in forma di spirito per guidare Jim, assieme agl'altri cacciatori di troll venuti prima. Inizialmente si dimostrerà estremamente critico, verso Jim, redarguendolo per mettere in pericolo i suoi amici nella sua missione. In seguito, dopo aver assistito ai successi del giovane e aver scrutato il futuro, gli darà finalmente fiducia. 

### Gnomo Chompsky
Doppiato in originale da Rodrigo Blaas 
Uno gnomo adottato da Toby, vive nella sua casa delle bambole, dopo essere stato catturato da Jim, al quale aveva rubato l'amuleto. Eccentrico, iperattivo, loquace (sebbene solo Non-Enrique sia in grado di comprenderlo) e dal carattere decisamente irascibile, caratteristica tipica di tutti gli gnomi. Nonostante la sua natura aggressiva, è capace di mostrare grande lealtà e coraggio quando si tratta di aiutare gli altri, come quando si offre volontario per cercare il fratello di Claire nelle Terre Oscure. Sembra anche avere una vena di pazzia che lo porta a parlare con cose inanimate, come lo scheletro di uno gnomo morto o la bambola spaziale Sally-Go-Back della quale si innamora.

### Karl Uhl
Doppiato in originale da Fred Tatasciore e in italiano da Alessandro Budroni 
L'insegnante di spagnolo, di origini austriache e preside ad interim della scuola. Nonostante in Trollhunters fosse noto per essere severo e inflessibile, prende molto a cuore la situazione di Aja e Krel (credendoli semplicemente profughi di un paese straniero) e li prende sotto la sua ala protettiva.

### Coach Lawrence
Doppiato in originale da Thomas F.Wilson e in italiano da Marco Mete 
L'allenatore della scuola di Arcadia. È crudele e dispotico con i suoi allievi ma fondamentalmente è un brav'uomo, con sani principi morali. Inizierà una relazione con la madre di Steve e cercherà di instaurare un rapporto di amicizia con quest'ultimo.

### Lenora Janeth
Doppiato in originale da Laraine Newman e in italiano da Alessandra Cassioli 
L'insegnante di matematica del liceo di Arcadia, piuttosto severa con i suoi studenti ma sa essere molto premurosa nei loro confronti. Sembra non essere particolarmente soddisfatta del suo lavoro, trovandolo noioso. Inoltre, la sua vera passione sembra essere il teatro, di cui tiene un corso all'interno della scuola.

### Carlo Magno "il Divoratore"
Doppiato in originale da Brian Blessed e in italiano da Pasquale Anselmo 
Un drago leggendario, vecchio amico di Merlino e padre di Archie. Le leggende lo descrivono come un drago feroce e sanguinario, al contrario è una creatura gentile e premurosa, nonché estremamente protettivo e amorevole con il figlio Archie (che spesso mette in imbarazzo). Dopo la morte di Merlino, conforta Douxie e lo aiuta a lasciar andare Merlino.

### Nimue, la Damma del Lago
Doppiata in originale da Stephanie Beatriz e in italiano da Rossella Izzo 
Un'antica entità magica che ha creato la leggendaria spada benedetta Excalibur per Merlino, prima che questi la bandisse per sempre all'interno della sua caverna. Il suo aspetto è quello di un gigantesco mostro marino, sebbene ai mortali si presenti solitamente come una creatura angelica e luminosa.

### Fialkov Tarron
Doppiato in originale da Andy García e in italiano da Massimo Bitossi 
Il re di Akiridion-5, marito di Coranda e padre di Aja e Krel. Molto serio, responsabile verso il suo regno e la sua famiglia. Il suo corpo viene distrutto, come quello di Coranda, durante l'invasione di Morando con i loro figli che portano i loro nuclei vitali sulla Terra in modo che possano ricostituirsi. Successivamente sarebbe stato rivelato che i due erano venuti sulla Terra negli anni '50 per lasciare il Nucleo di Gaylen con i troll.

### Coranda Tarron
Doppiato in originale da Tatiana Maslany e in italiano da Anna Cesareni 
La regina di Akiridion-5, moglie di Fialkov e madre di Aja e Krel. Materna, premurosa e responsabile verso i suoi figli e meno severa con loro, rispetto al marito. Il suo corpo viene distrutto, come quello di Fialkov, durante l'invasione di Morando con i loro figli che portano i loro nuclei vitali sulla Terra in modo che possano ricostituirsi. Successivamente sarebbe stato rivelato che i due erano venuti sulla Terra negli anni '50 per lasciare il Nucleo di Gaylen con i troll.

### Cabiria la Calamità/Deya la Salvatrice
Doppiata in originale da Stephanie Beatriz e in italiano da Joy Saltarelli 
Troll femmina, il suo villaggio venne distrutto dalle truppe di Artù quando era solo una ragazzina. Venne risparmiata (per ragioni sconosciute), ma non ebbe mai modo di conoscere il suo vero nome. Si presume che in seguito abbia causato un mucchio di problemi in vari insediamenti dei troll, inducendo i suoi simili a guardarla dall'alto verso il basso e come un'estranea sgradita alla loro presenza. Aiuterà Jim a fuggire dalle prigioni di Artù e fra i due nascerà una grande amicizia. In seguito si scopre che in realtà è Deya la Salvatrice, il primo cacciatore di troll, che sconfisse Gunmar, imprigionandolo nelle Terre Oscure durante la battaglia di Killahead.

### Unkar lo Sfortunato
Doppiato in originale da Wallace Shawn 
Era un precedente Cacciatore di troll addestrato da Blinky prima che addestrasse Jim. Tuttavia, il ruolo di Unkar come Cacciatore di troll fu di breve durata quando fu ucciso durante la sua prima notte fuori, fatto a pezzi, da qui il suo soprannome.

### Galahad
Doppiato in originale da John Rhys-Davies e in italiano da Dario Oppido 
Anziano cavaliere della tavola rotonda, grande amico di Lancillotto e Merlino nonché gran bevitore. Dopo la battaglia di Killahead rimarrà al castello volante di Camelot come custode, riuscendo a sopravvivere per 900 anni.